# Andrzej Ryszkiewicz

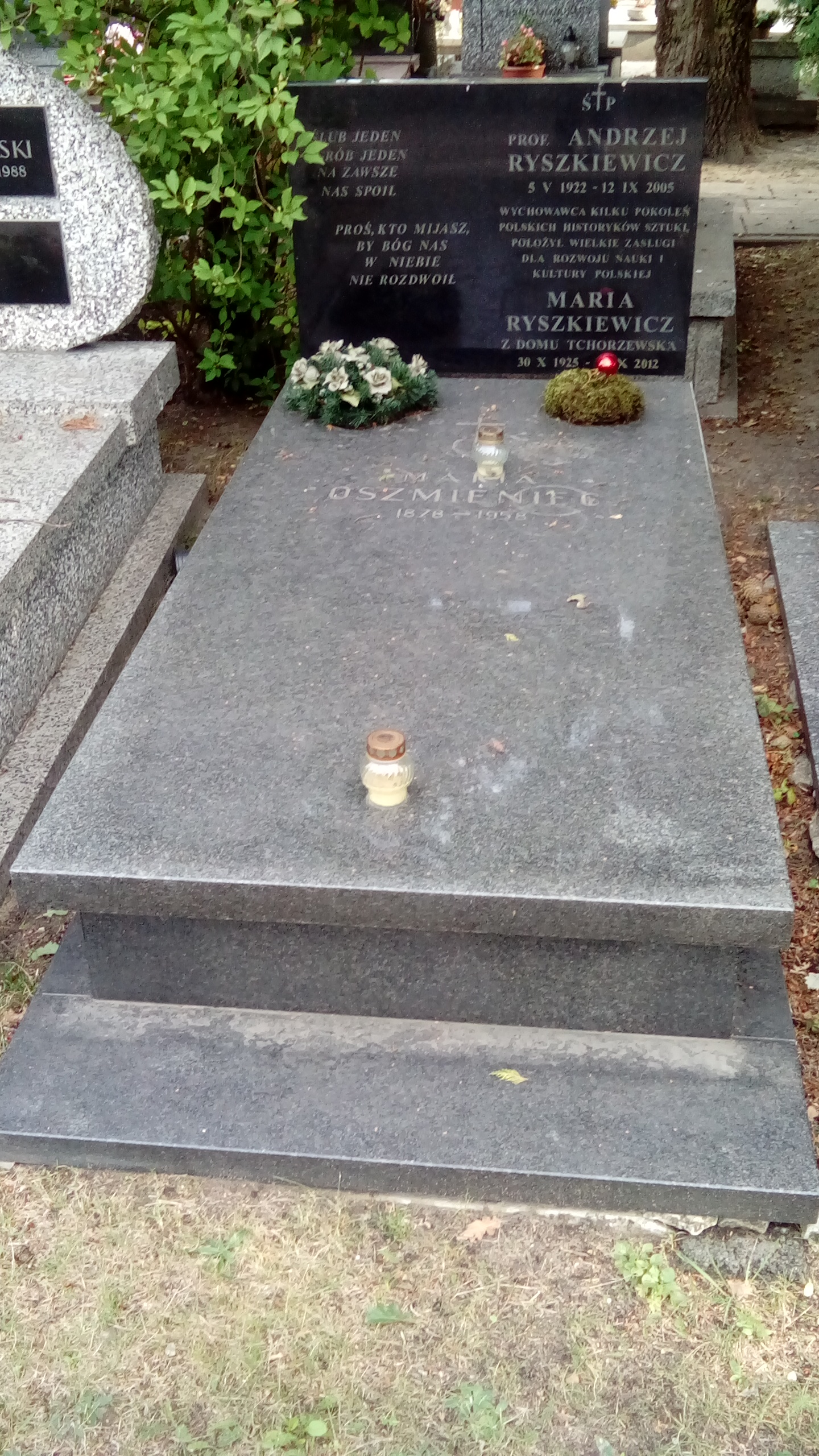
Grób Andrzeja Ryszkiewicza na cmentarzu Wojskowym na Powązkach

Andrzej Henryk Ryszkiewicz (ur. 5 maja 1922 w Warszawie, zm. 13 września 2005 tamże) – polski historyk sztuki, badacz i znawca malarstwa polskiego i francuskiego.

## Życiorys
Syn prawnika Maksymiliana i lekarki Otylii z Grabeckich. Uczęszczał do II Gimnazjum Miejskiego im. Hugona Kołłątaja, naukę przerwał wybuch II wojny światowej, w związku z tym kontynuował ją na tajnych kompletach i w 1940 uzyskał świadectwo dojrzałości. Został aresztowany i uwięziony w obozie pracy, gdzie spędził czas do zakończenia działań wojennych i wyzwolenia. Powrócił do Warszawy, gdzie prowadził bibliotekę Ministerstwa Informacji i Propagandy, równolegle studiował na Wydziale Lekarskim Uniwersytetu Warszawskiego. W 1946 złożył państwowy egzamin bibliotekarski na stanowisko I kategorii w bibliotekach państwowych. W 1947 przerwał studia lekarskie, rozpoczął pracę w bibliotece Ministerstwa Kultury i Sztuki oraz Państwowego Instytutu Sztuki. Równocześnie od 1947 studiował na Wydziale Historycznym Uniwersytetu Warszawskiego, naukę ukończył w 1951, obronił pracę magisterską, której promotorem był prof. Juliusz Starzyński. W 1949 bibliotekę przeniesiono do Państwowego Instytutu Sztuki, od 1960 Instytutu Sztuki Polskiej Akademii Nauk. Również w 1960 przedstawił i obronił doktorat, a w 1966 habilitował się. Trzy razy pełnił funkcję wicedyrektora Instytutu (1951–1952, 1962–1965 i 1967–1974), od 1974 przez cztery lata był dyrektorem tej instytucji. Prowadził badania nad historią sztuki polskiej i francuskiej od XVIII wieku do czasów współczesnych. Od początku lat 70. XX wieku równolegle pracował na Katolickim Uniwersytecie Lubelskim, gdzie był współtwórcą i w latach 1971–1974 kuratorem, a od 1981 do 1991 kierownikiem Katedry Historii Sztuki Nowoczesnej. W 1974 został profesorem nadzwyczajnym, a w 1990 profesorem zwyczajnym. W 1992 przeszedł na emeryturę, ale utrzymywał z Katolickim Uniwersytetem Lubelskim kontakty naukowe.
W 1949 poślubił Marię Tchórzewską, z którą miał dwóch synów bliźniaków Michała i Marcina (ur. 1950).
Zmarł w Warszawie, pochowany na cmentarzu Wojskowym na Powązkach (kwatera K-1-39).

## Dorobek naukowy
Andrzej Ryszkiewicz był autorem 16 książek i ponad 700 artykułów naukowych i popularno-naukowych. Uznawany jest za wybitnego badacza sztuki polskiej i francuskiej z okresu XVIII-XX wieku i ich wzajemnych powiązań, kolekcjonerstwa, kultury artystycznej XVIII-XIX wieku. Wypromował 116 magistrów i 10 doktorów. Zainicjował w 1971 powstanie „Słownika artystów polskich i obcych w Polsce działających”, w 1975 „Polskiej bibliografii sztuki 1801–1944”, siedemnastotomowej serii wydawniczej „Źródła do dziejów sztuki polskiej” (1951–1979), której był redaktorem naczelnym. Od 1956 był sekretarzem redakcji, a w latach 1981–1990 redaktorem naczelnym „Rocznika Historii Sztuki”. Zasiadał w komitetach redakcyjnych „Biuletynu Historii Sztuki”, „Rocznika Warszawskiego”, „Wieku Oświecenia”, „Polish Art Studies” oraz „Studia Claromontana”. 

## Twórczość
- „Jan Feliks Piwarski" (1950);
- „Materiały dotyczące życia i twórczości Wojciecha Gersona” (1951);
- „Henryk Rodakowski i jego otoczenie. Korespondencja artysty” (1953);
- „Początki handlu obrazami w środowisku warszawskim” (1953);
- „Henryk Rodakowski 1823–1894” (1954);
- „Warszawska cyganeria malarska. Grupa Marcina Olszyńskiego” (1955);
- „Henryk Rodakowski. Rysunki” (1958);
- „Exlibris polski” (1959);
- „Polski portret zbiorowy” (1961);
- „Francusko-polskie związki artystyczne. W kręgu J.L.Davida” (1967);
- „Zbieracze i obrazy” (1972);
- „Polonica na zamku w Montresor” (1975);
- „Kolekcjonerzy i miłośnicy” (1981);
- „Malarstwo polskie 1850–1890. Romantyzm, historyzm, realizm” (1987).

## Członkostwo
- Komitet Nauk o Sztuce PAN;
- Stowarzyszenie Historyków Sztuki (od 1956; od 1986 członek honorowy);
- Towarzystwo Naukowe KUL;
- Lubelskie Towarzystwo Naukowe,;
- Towarzystwo Naukowe Warszawskie;
- Association Internationale des Critiques d’Art;
- Association Internationale pour l’Etude et la Diffusion des Cultures Slaves UNESCO (którego w latach 1976–1982 był wiceprezesem);
- PEN Clubu (od 1988);
- Stronnictwo Demokratyczne (1946–1979).

## Ordery i odznaczenia
- Krzyż Komandorski Orderu Odrodzenia Polski (1999)
- Krzyż Kawalerski Orderu Odrodzenia Polski (1973)
- Złoty Krzyż Zasługi (22 lipca 1952)[6]
- Srebrny Krzyż Zasługi (1948)
- Medal 10-lecia Polski Ludowej (19 stycznia 1955)[7]
- Złota Odznaka „Za opiekę nad zabytkami”
- Medal XXV-lecia Polskiej Akademii Nauk „W uznaniu zasług dla rozwoju nauki polskiej”